# Sven-Bertil Taube

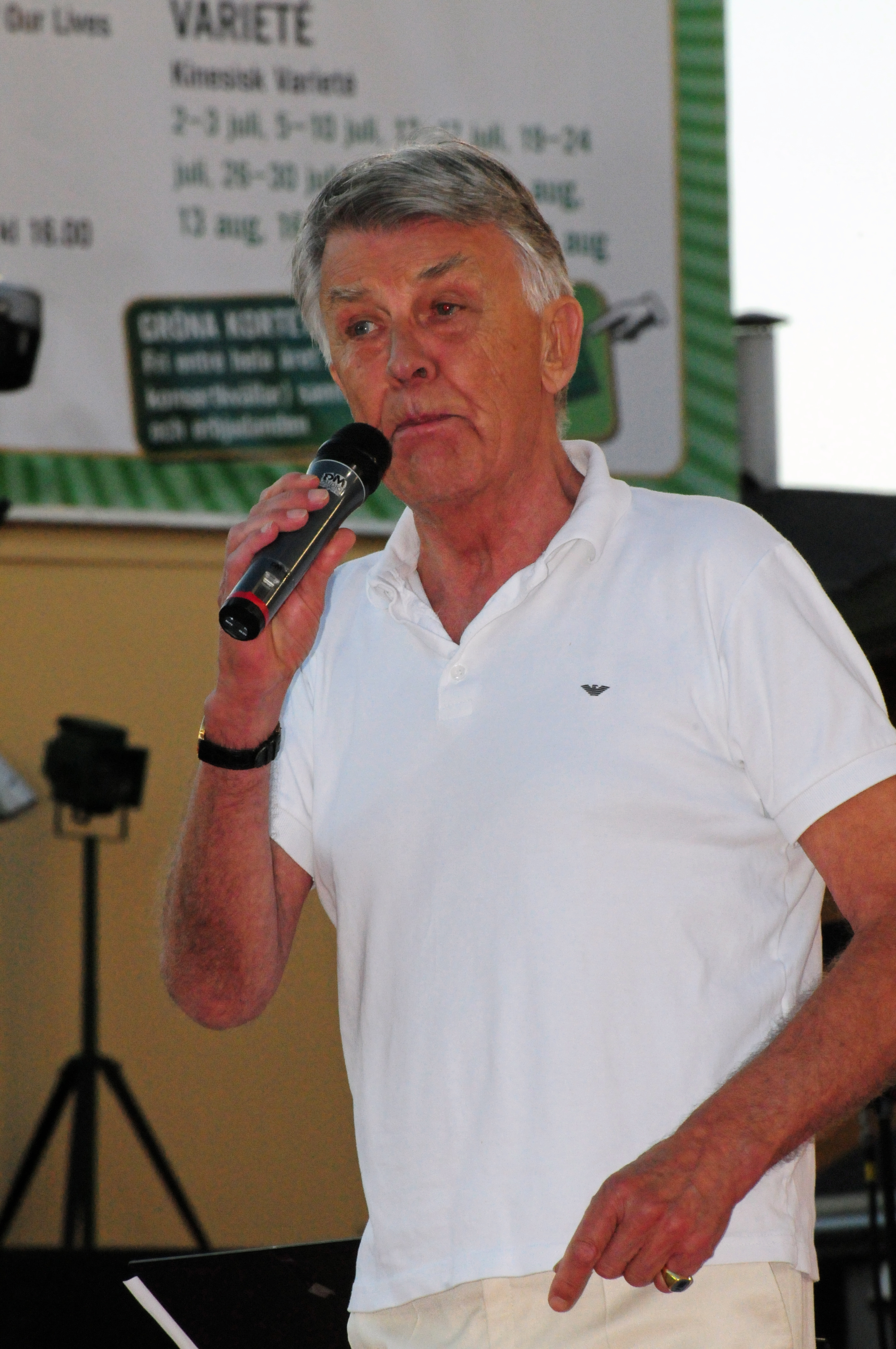
Sven-Bertil Taube (2009)

Sven-Bertil Gunnar Evert Taube (Aussprache [svɛnˌbæʈil ˈtoːb], * 24. November 1934 in Stockholm; † 11. November 2022 in London) war ein schwedischer Sänger und Schauspieler.

## Leben und Wirken
Sven-Bertil Taube war der Sohn des bekannten schwedischen Dichters und Sängers Evert Taube. Zunächst besuchte er eine Schule in Stockholm, wechselte dann aber auf eine Schule in den USA, wo er 1954 seinen Abschluss machte. Von 1959 bis 1964 absolvierte Taube eine Ausbildung als Schauspieler in Stockholm, zudem nahm er in Spanien Gitarrenunterricht.
Bereits 1954, noch in den USA, nahm Sven-Bertil Taube seine erste Schallplatte mit Liedern seines Vaters Evert Taube auf. Ab 1959 spielte er in Schweden mehrere Schallplatten vor allem mit schwedischen Liedern ein, wobei er sich – für die damalige Zeit revolutionär – von einem Kammerorchester begleiten ließ. Viele dieser Aufnahmen, darunter Lieder von Carl Michael Bellman, Nils Ferlin, Erik Axel Karlfeldt und auch Evert Taube, gelten heute als Klassiker. Die Wirkung dieser Aufnahmen beruht nicht zuletzt auf den raffinierten Orchesterarrangements von Taubes Jugendfreund Ulf Björlin.
Sven-Bertil Taube lebte seit den 1970er Jahren in London und trat seitdem oft in englischen und amerikanischen Filmen, Theaterstücken, Musicals und Fernsehserien auf. Seit den 1990er Jahren spielte er auch verstärkt in schwedischen Filmen mit, so in Bille Augusts gleichnamiger Verfilmung von Selma Lagerlöfs Roman Jerusalem aus dem Jahr 1996. 2009 verkörperte er in der schwedischen Verfilmung von Stieg Larssons Roman Verblendung den Großindustriellen Henrik Vanger.
Taubes Tochter Sascha Zacharias ist ebenfalls Schauspielerin.

## Diskografie

### Alben
| Jahr | Titel                                        | Höchstplatzierung, Gesamtwochen, AuszeichnungChartsChartplatzierungen (Jahr, Titel, Platzierungen, Wochen, Auszeichnungen, Anmerkungen) | Anmerkungen     |
| Jahr | Titel                                        | SE | Anmerkungen     |
| ---- | -------------------------------------------- | --- | --------------- |
| 1975 | Caballero                                    | SE11 (11 Wo.)SE |                 |
| 1976 | Sjunger Mikis Theodorakis                    | SE35 (1 Wo.)SE |                 |
| 1978 | Borta bra men hemma bäst                     | SE23 (6 Wo.)SE |                 |
| 1979 | Närmare dig                                  | SE19 (5 Wo.)SE |                 |
| 1980 | ...många hundra gröna mil                    | SE20 (4 Wo.)SE |                 |
| 1981 | Sven-Bertil Taube sjunger Leo Ferré          | SE17 (4 Wo.)SE |                 |
| 1984 | Inbjudan til...                              | SE32 (2 Wo.)SE |                 |
| 1985 | Arstider                                     | SE39 (3 Wo.)SE |                 |
| 1990 | Tango                                        | SE47 (1 Wo.)SE |                 |
| 1998 | Här är den sköna sommar                      | SE7 (17 Wo.)SE | mit Evert Taube |
| 2001 | Ett samlingsalbum 1959–2001                  | SE31 (9 Wo.)SE |                 |
| 2007 | Alderville Road – Ord & toner av Evert Taube | SE18 (10 Wo.)SE |                 |
| 2014 | Evert Taubes visor, diktaren och tiden       | SE38 (2 Wo.)SE |                 |
| 2014 | Hommage                                      | SE1 Gold · (21 Wo.)SE |                 |
| 2015 | Hommage Vol. 2                               | SE3 Gold · (10 Wo.)SE |                 |
| 2017 | Så länge skutan kan gå                       | SE10 (9 Wo.)SE |                 |

### Singles
| Jahr | Titel Album          | Höchstplatzierung, Gesamtwochen, AuszeichnungChartsChartplatzierungen (Jahr, Titel, Album, Platzierungen, Wochen, Auszeichnungen, Anmerkungen) | Anmerkungen |
| Jahr | Titel Album          | SE | Anmerkungen |
| ---- | -------------------- | --- | ----------- |
| 2015 | Förlorad igen –      | SE62 (2 Wo.)SE |             |
| 2015 | Himlen runt hörnet – | SE80 (1 Wo.)SE |             |

## Filmografie (Auswahl)
- 1949: Sjösalavår
- 1965: Zusammen mit Gunilla (Tills. med Gunilla månd. kväll o. tisd.)
- 1968: Heiße Ware für Stockholm (Het snö)
- 1969: Bäumchen, Bäumchen, wechsle dich (Quarante-huit heures d’amour)
- 1969: 69 – Vorspiel zur Ekstase (Sixtynine 69)
- 1971: Die Ratten von Amsterdam (Puppet on a Chain)
- 1972: Das Haus am Eaton Place (Upstairs, Downstairs, Fernsehserie, Folge 1x11 Der schwedische Tiger)
- 1976: Der Adler ist gelandet (The Eagle Has Landed)
- 1979: Spiel der Geier (Game for Vultures)
- 1985: August Strindberg – Ein Leben zwischen Genie und Wahn (August Strindberg: Ett liv, Miniserie)
- 1996: Jetzt oder nie! (Sånt är livet)
- 2001: Håkan Nesser – Das falsche Urteil (Återkomsten, Miniserie, 2 Folgen)
- 2004: Die Rache des Tanzlehrers (Danslärarens återkomst, Fernsehfilm)
- 2007: Arn – Der Kreuzritter (Arn – Tempelriddaren)
- 2009: Verblendung (Män som hatar kvinnor)
- 2010: Stieg Larsson: Millennium (Millennium, Miniserie, 2 Folgen)
- 2010: ARN – Der Kreuzritter (Arn, Miniserie, 2 Folgen)
- 2013: Mord in Fjällbacka: Die Tränen der Santa Lucia (Fjällbackamorden: Ljusets drottning, Fernsehfilm)
- 2016: Ich liebe dich – Eine Scheidungskomödie (Jag älskar dig – en skilsmässokomedi)